# Ruud Geels
Geertruida ("Ruud") Maria Geels, född 28 juli 1948 i Haarlem i Noord-Holland, död 18 november 2023 i Haarlem, var en nederländsk professionell fotbollsspelare som spelade 20 matcher och gjorde 11 mål för Nederländernas landslag.
Geels var en notorisk målskytt och gjorde 388 mål på sjutton år som proffs. Geels är en av få spelare som har spelat för alla tre stora klubbar i Nederländerna (Ajax, Feyenoord och PSV Eindhoven). Han var även med i landslaget när det tog silver i VM 1974.